# Добромерка
Добромерка (укр. Добромірка) — село в Збаражской городской общине Тернопольского района Тернопольской области Украины.
Код КОАТУУ — 6122482601. Население по переписи 2001 года составляло 529 человек.
До 2020 года входило в Збаражский район.

## Географическое положение
Село Добромерка находится у истоков реки Вовчок,
ниже по течению примыкает село Лозовка.
Через село проходит автомобильная дорога Т-2010.

## История
- 1648 год — первое упоминание о селе.

## Объекты социальной сферы
- Школа I—II ст.
- Дом культуры.
- Фельдшерско-акушерский пункт.

## Достопримечательности
- Братская могила советских воинов.